# Dynasty: The Reunion
Dynasty: The Reunion é uma minissérie de televisão americana de 1991 que serviu como uma reunião da soap opera Dinastia exibida entre 1981-1989. Continua a história dos Carringtons, uma família rica que vive em Denver, Colorado. Dirigido por Irving J. Moore, a minissérie de quatro horas foi originalmente transmitida em duas partes na ABC em 20 de outubro e 22 de outubro de 1991.

## Enredo
A série final da Dynasty, transmitida em maio de 1989, deixou o magnata do petróleo Blake Carrington baleado por um policial corrupto, sua amada esposa Krystle em um coma fora da tela, e sua ex-esposa Alexis Colby despencando de uma sacada. The Reunion pega dois anos depois, quando Blake—tendo sobrevivido ao tiroteio mas depois condenado pela morte de seu agressor—é perdoado e libertado da prisão.
Krystle acordou de seu coma durante o intervalo de dois anos e retorna para Denver, onde ela encontra a mansão Carrington em leilão. Na Califórnia, ela se reencontra com um Blake muito feliz. O filho de Blake e Alexis, Steven Carrington, é agora um lobista ambiental em Washington, D.C., e em um relacionamento com o Bart Fallmont. A irmã de Steven, Fallon, se separou de seu marido, Jeff Colby, e de seu amante, John Zorelli, e se reuniu com Miles Colby. Fallon também está criando seus dois filhos e a filha de Blake e Krystle, Krystina. Enquanto isso, a sobrinha de Krystle, Sammy Jo, tendo perdido sua fortuna, está mais uma vez se modelando em Nova York e tendo um caso com Arlen Marshall, um homem casado que é dono de uma empresa de moda, Fashion Fury. Na passarela do Fashion Fury, Sammy Jo logo entra em contato com o mais novo investidor da empresa: sua ex-sogra, Alexis, que sobreviveu à queda da varanda dois anos antes, depois de cair no ex-marido Dex Dexter.
Logo fica claro que a queda de Blake foi orquestrada pelo The Consortium, uma organização misteriosa que agora controla Denver-Carrington. A parte mais insidiosa de seu plano se concretiza quando Krystle, submetida a uma lavagem cerebral antes de seu retorno, é compelida a fazer uma tentativa contra a vida de Blake. Seu amor por Blake permite que ela resista e supere a programação, mas The Consortium sequestra Jeff. Miles, o filho mais velho de Blake, Adam Carrington, e a ex-esposa de Jeff, Kirby Anders, o resgatam. Apesar do envolvimento de Adam na aquisição do Consórcio, ele e Blake reconciliam suas diferenças. Adam e Kirby também revivem seu romance passado e Blake recupera o controle de Denver-Carrington depois que Adam testemunha em seu nome. Krystle e Alexis têm uma briga final, com os dois brigando na companhia de moda de Alexis.
Os Carringtons se reúnem na mansão como o líder secreto do Consórcio Jeremy Van Dorn, que está romanticamente envolvido com um Alexis sem noção, tenta ganhar o controle de sua empresa ColbyCo e matá-la. Ele a arrasta para a garagem e tenta asfixiá-la com fumaça de monóxido de carbono de um dos carros estacionados lá dentro, mas ela é resgatada por Adam, enquanto Van Dorn escapa. Fallon percebe que ela ainda ama Jeff e deixa Miles por ele novamente. Blake e Krystle celebram uma festa de família na mansão para a qual até Alexis é convidado. Depois que Blake faz um brinde à sua família, a minissérie termina quando ele e Krystle dançam juntos, felizes finalmente.

## Elenco creditado
- John Forsythe como Blake Carrington
- Linda Evans como Krystle Carrington
- John James como Jeff Colby
- Heather Locklear como Sammy Jo Carrington
- Emma Samms como Fallon Carrington Colby
- Kathleen Beller como Kirby Anders
- Al Corley como Steven Carrington
- Maxwell Caulfield como Miles Colby
- Michael Brandon como Arlen Marshall
- Robin Sachs como Adam Carrington
- Jeroen Krabbé como Jeremy Van Dorn
- Joan Collins como Alexis Colby

A minissérie também contou com vários atores de longa data da série original, William Beckley como o mordomo de Carrington, Gerard, Virginia Hawkins como a empregada de Carrington, Jeanette Robbins, e Betty Harford como a cozinheira de Carrington, Hilda Gunnerson. Os atores infantis Jessica Player (Krystina Carrington) e Brandon Bluhm (L.B. Colby) também retornaram.

## Produção
O cancelamento da Dynasty em 1989 havia deixado o nono final da temporada não resolvido e os personagens em perigo mortal; John Forsythe, membro do elenco original, observou mais tarde: "A maneira como fomos cortados foi uma vergonha". O produtor executivo Aaron Spelling disse durante a produção de Dynasty: The Reunion que "Beethoven pode deixar uma sinfonia inacabada ... Não achamos que poderíamos fazer isso com uma soap opera". Ansioso para encerrar a série, o elenco concordou em voltar "com salários ligeiramente reduzidos" e a produção dependia de filmagens de locação, em vez dos conjuntos caros de seu auge. "Ainda estamos arrumados, dentro de uma polegada de nossas vidas", observou a estrela Joan Collins, que, com a rival Linda Evans, tinha 42 figurinos entre eles na minissérie.
O membro do elenco original Al Corley voltou como Steven Carrington, apesar do fato de que ele havia deixado a série depois de duas temporadas e foi substituído por Jack Coleman. Com Coleman indisponível devido a conflitos de agendamento, Corley entrou em cena, embora a mudança de aparência de Steven com o elenco de Coleman em 1983 tivesse sido atribuída à cirurgia plástica depois de uma explosão na plataforma de petróleo. Gordon Thomson, astro de longa data Dynasty, foi substituído pelo ator Robin Sachs no papel do inescrupuloso Adam Carrington para a minissérie por causa de problemas semelhantes de programação. Como resultado, a Thomson processou a Aaron Spelling Productions por quebra de contrato; Thomson também acusou a produtora de "administrar mal" as comunicações com produtores em Santa Bárbara, onde ele estava no papel de Mason Capwell. A minissérie trouxe de volta Kirby Anders (Kathleen Beller), um personagem que havia sido descartado em 1984, mas o ex-marido de Alexis Dex Dexter (Michael Nader) e a meia-irmã de Blake, Dominique Deveraux (Diahann Carroll) não foram incluídos na minissérie.
Dynasty: The Reunion também reuniu muitos da equipe que trabalhou na série original, incluindo os escritores/criadores Richard e Esther Shapiro, Eileen e Robert Mason Pollock, Edward DeBlasio, a produtora Elaine Rich, o diretor de fotografia Michel Hugo e o figurinista Nolan Miller.

## Audiência
Dynasty: The Reunion foi ao ar na ABC em 20 e 22 de outubro de 1991. A primeira parte foi assistida por 23 milhões de telespectadores americanos e ficou em 15º lugar. A parte 2 foi assistida por 20,3 milhões de espectadores dos EUA e ficou em 17º lugar.

## Disponibilidade
Dynasty: The Reunion foi lançado em VHS durante os anos 90.